# دينيس تكاتشوك
دينيس تكاتشوك (الروسية: Денис Ткачук) هو لاعب كرة قدم روسي في مركز الوسط، ولد في 2 يوليو 1989 في بيلغورود في روسيا. شارك مع منتخب روسيا الثاني لكرة القدم. أما مع النوادي، فقد لعب مع روبين قازان وزينيت سانت بطرسبرغ وكريليا سوفيتوف سامارا ونادي أورينبورغ.

## وصلات خارجية
- دينيس تكاتشوك على موقع قاعدة بيانات كرة القدم.إي يو (الإنجليزية)
- دينيس تكاتشوك على موقع Soccerway.com (الإنجليزية)
- دينيس تكاتشوك على موقع عالم كرة القدم.نت (الإنجليزية)
- دينيس تكاتشوك على موقع AS.com (الإسبانية)